# Ochradenus baccatus
Ochradenus baccatus är en resedaväxtart som beskrevs av Del. Ochradenus baccatus ingår i släktet Ochradenus och familjen resedaväxter. Inga underarter finns listade i Catalogue of Life.

## Bildgalleri

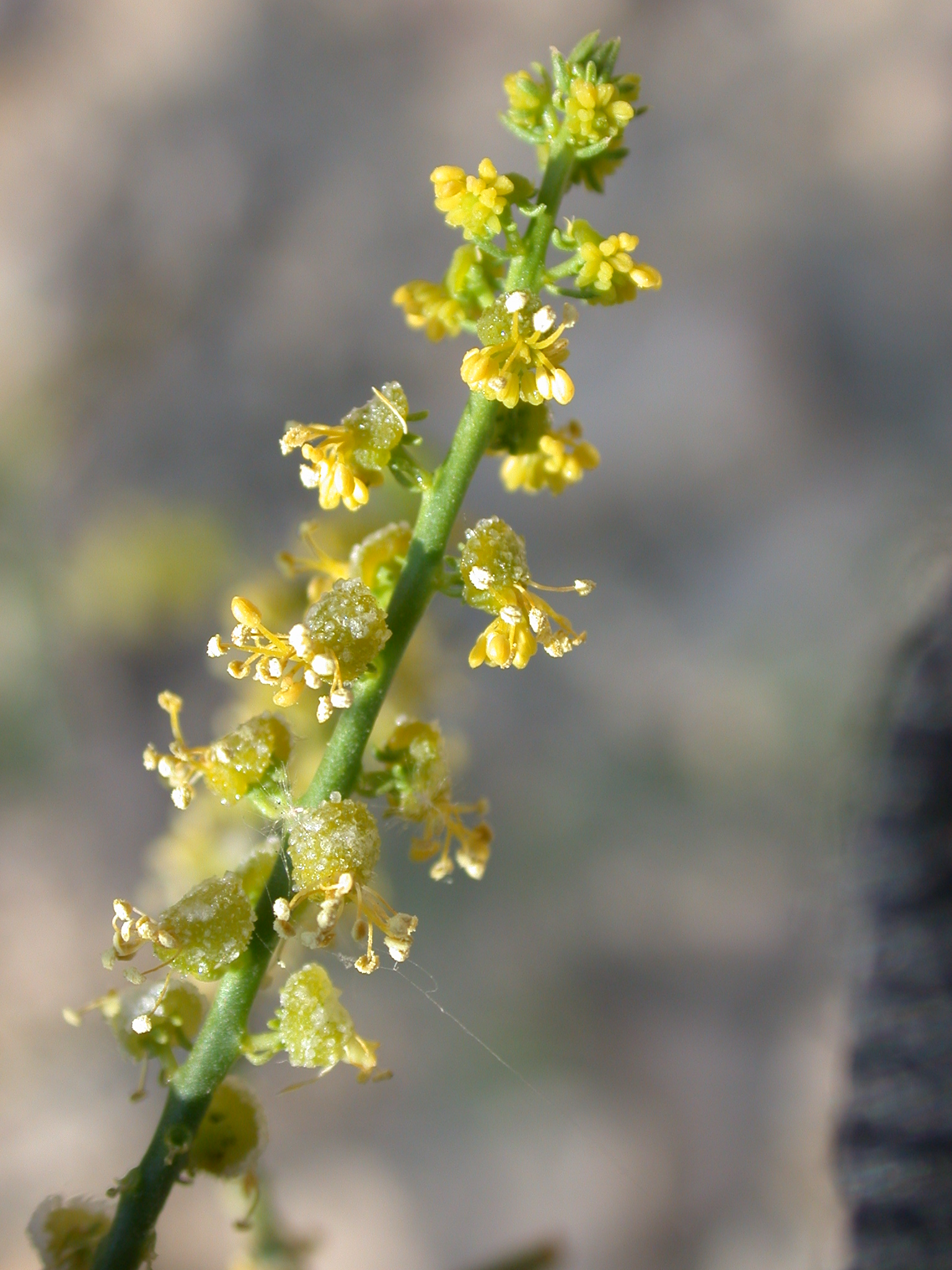